# Friedrich von Bülow (homme politique, 1762)
Pour les articles homonymes, voir Bülow (homonymie).
Ne doit pas être confondu avec Friedrich von Bülow (homme politique, 1868).
Friedrich Wilhelm August Werner von Bülow (né le 23 février 1762 à Verden et mort le 4 septembre 1827 à Potsdam) est un avocat administratif prussien.

## Biographie
Friedrich von Bülow est issu de la famille noble du Mecklembourg von Bülow et est le fils aîné du directeur de paysage de Lunebourg Friedrich Ernst von Bülow (de) (1736-1802) et demi-frère du ministre prussien des Finances Hans von Bülow (1774-1825) et cousin du chancelier prussien Hardenberg (1750–1822) du côté de sa mère née von der Hagen. Il étudie à l'académie de chevalerie de Lunebourg puis étudie le droit de 1778 à 1782 à l'Université de Göttingen, où il devient membre de la Landsmannschaft hanovrienne. Von Bülow entre dans la magistrature de Hanovre et travaille pendant huit ans comme conseiller de cour et de chancellerie au bureau de justice de Celle. En 1790, il est nommé membre de la Cour suprême d'appel. Pendant ce temps, en plus d'autres publications, il publie quatre volumes de Practische Erörterungen avec son ami et collègue Theodor Hagemann (de), dans lesquels la pratique juridique est documentée. En 1805, il rejoint la fonction publique prussienne. Il s'est à peine familiarisé avec le droit prussien en tant que conseiller privé à Münster que la Prusse prend possession de Hanovre en 1806, von Bülow est nommé membre de la commission d'administration et d'organisation et mène à bien l'occupation d'Osnabrück comme commissaire royal prussien. La reprise de la guerre avec la création du royaume de Westphalie le fait revenir à Berlin. En 1809, il devient directeur du tribunal régional supérieur de la Lituanie prussienne à Insterbourg et, en 1810, il est nommé président du district de la Nouvelle-Marche à Soldin. Après son retour à Berlin, en décembre 1811, il est nommé chargé de cours à la Chancellerie d'État. Dans la nomination de von Bülow d'avril 1812, le roi Frédéric-Guillaume III déclare, "qu'en raison des excellentes connaissances, de l'expérience juridique et des autres bonnes qualités dont il nous a fait part, nous avons décidé de nommer l'ancien président de notre tribunal régional supérieur de Nouvelle-Marche, von Bülow, comme notre conseiller d'État secret, de sorte qu'il sera membre du nouveau collège financier que nous avons institué, tout en conservant son statut de conseiller rapporteur dans le bureau de notre chancelier d'État et de curateur de ce bureau". En 1813, il est nommé à la commission du gouvernement supérieur lorsque le roi Frédéric-Guillaume III transfère sa résidence à Breslau. En novembre 1814, il devient secrétaire général du gouvernement général de Saxe (de) et, lors de la paix qui suit, il est nommé haut président de la province de Saxe à Magdebourg de 1816 à 1821. Il est désigné ministre de la Justice, mais un infarctus cérébral contrecarre ces plans en novembre 1821 et von Bülow prend sa retraite.

### Famille
Il est marié deux fois. Sa première femme est Helene Sophie von Hugo (morte le 24 janvier 1810), une fille du conseiller juridique Gerhard Ludolf von Hugo de Liethe. Il divorce d'elle par la suite. Le couple a les enfants suivants :
- Friedrich (né le 8 septembre 1789 et mort le 19 avril 1853), marié en :

1818 avec la baronne Amalie von Stein zum Altenstein (de) (née le 10 mars 1797 et morte le 12 juin 1819), parents de Karl Adolf Leopold von Bülow
1825 avec Pauline von Carlowitz (née le 22 avril 1806 et morte le 21 février 1872), parents d'Ernst Friedrich Albert von Bülow
- Wilhelm Carl (1790–1845), président de la Cour supérieure marié avec Caroline Wessling (morte en 1855)
- Carl (1792–1866), marié avec :

Melusine Livonius (morte en 1842)
Marie von Kotze (morte en 1851)
- Georg Christian Carl (1794–1874), chef forestier marié avec Friederike von Arnim (1797–1874)
- Gustave (1796–1802)

Il se marie en secondes noces le 10 décembre 1804 avec Louise Marie Henriett von Rantzau (née le 8 mars 1764 et morte le 18 juin 1830), fille du lieutenant général danois et gouverneur de Copenhague Detlev Karl von Rantzau (1726-1803). Elle est divorcée depuis 1794 de Christian Friedrich Friccius von Schilden (né le 27 juin 1747 et mort le 22 décembre 1804). Elle a déjà deux enfants, mais n'en a pas d'autres.

## Travaux (sélection)
- mit Theodor Hagemann (de) (Hrsg.): Practische Erörterungen aus allen Theilen der Rechtsgelehrsamkeit. Band 1–4. 1798–1808.
- Darstellung der Verfassung, der Geschäfte und des Geschäftsganges des Oberappellationsgerichts zu Celle. 2 Teile, 1801–1804.
- Bemerkungen [vom preußischen Standpunkt], veranlaßt durch des hannoverschen Hofrats Rehberg Beurteilung der preußischen Staatsverwaltung und Staatsdienerschaft. 1808.
- Ueber die gegenwärtigen Verhältnisse des christlich-evangelischen Kirchenwesens in Deutschland. 1818.